# Luk thung
Luk thung是指泰国等國家的節奏較慢的音樂風格。

## 曾被廣泛討論為Luk thung之歌手及樂隊
- 素拉蓬·颂巴乍龙
- 有拉·写略加
- 彭普万·东詹
- 米跑·周迪他
- 苏娜里·拉差西玛